# Демократичний альянс (ПАР)
Демократи́чний алья́нс (англ. Democratic Alliance Democratic Alliance) — ліберальна південноафриканська партія. Офіційна опозиція Африканському національному конгресу. Сформована 2000 року, коли Демократична партія увійшла в недовгий альянс з Новою національної партією, через рік покинула його.
Раніше Демократичний альянс сприймався як «партія білих». З 2015 року лідером партії є Ммусі Маймане, якому вдалося залучити до партії велике число чорних виборців. За підсумками муніципальних виборів 2016 року партія істотно зміцнила своє становище, зробивши електоральний прорив у великих містах і набравши 24,57 % голосів. Демократичний альянс переміг в більшості муніципальних районів Західно-Капській провінції, включаючи Кейптаун, зайнявши 154 місця в міській раді, вперше переміг у Нельсон-Мандела-Бей, отримавши 57 місць, здобув перемогу в Преторії, де він отримав 93 місця в міській раді. Окрім того, партія отримала 104 місця в раді Йоганнесбурга, жителі якого традиційно голосували за АНК. Хоча АНК і отримав 121 місце в міській раді, Демократичний альянс в коаліції з іншими опозиційними партіями отримав більшість.
На парламентських виборах 2019 року «Демократичний альянс» набрав 20,76 % голосів, поступившись правлячій партії «Африканський національний конгрес», яка здобула перемогу з 57,51 % голосів. При цьому за підсумками голосування за кордоном «Демократичний альянс» впевнено лідирував, отримавши підтримку 74,45 % південноафриканців, які проживають за кордоном.